# Azijnmoeder

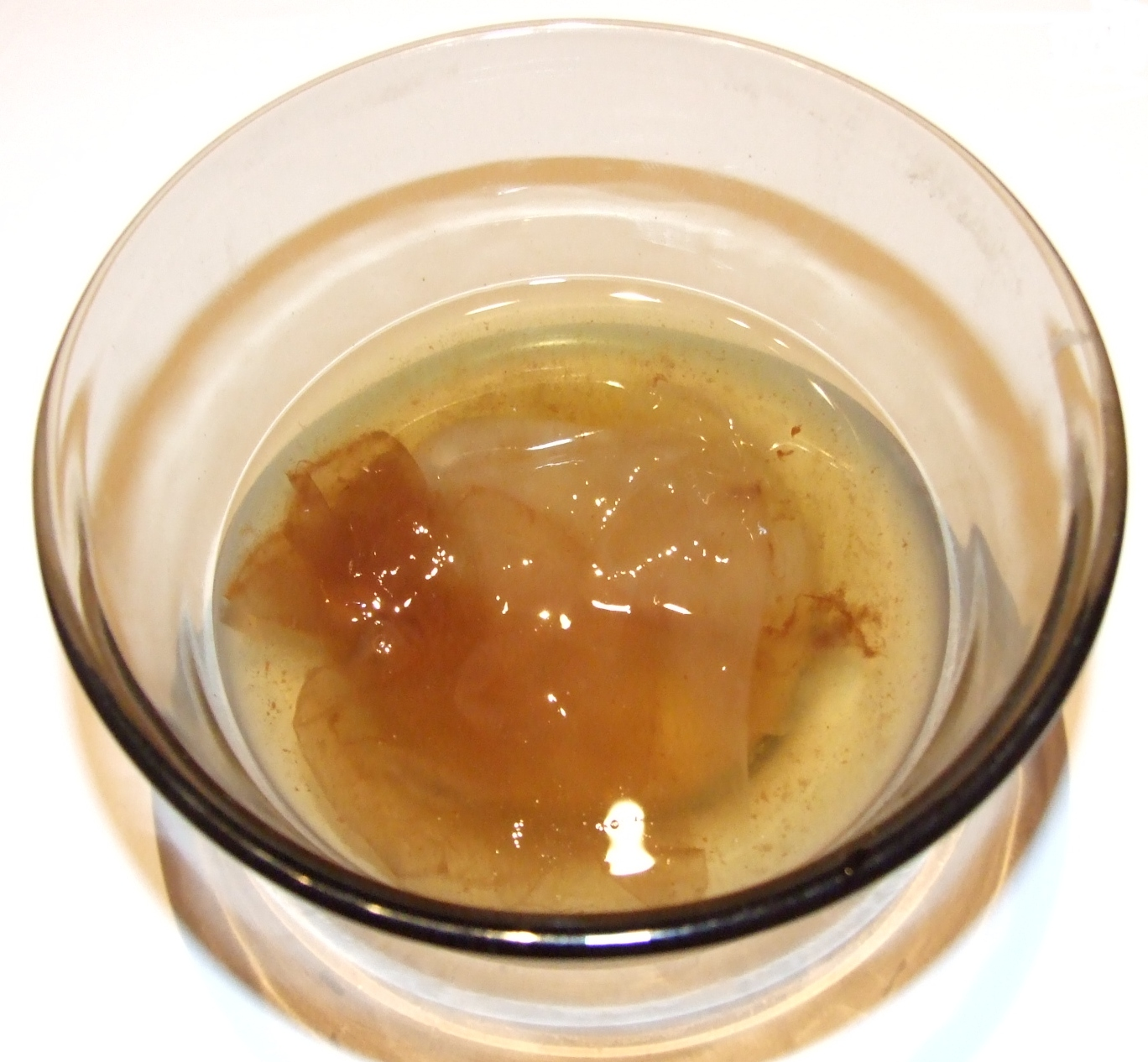
Azijnmoeder in een beker.

De azijnmoeder (ook wel azijnzwam) is een geleiachtige en slierten vormende kolonie azijnzuurbacteriën (Acetobacteraceae), die kan ontstaan wanneer wijn of andere licht alcoholische dranken langere tijd open staan. De kolonie fermenteert alcohol door middel van zuurstof uit de lucht tot azijnzuur.
In de traditionele azijnbereiding werd en wordt de azijnmoeder gebruikt om een alcoholhoudende drank te „enten“ en zodoende het ontstaan van azijn te bespoedigen. Bij het maken van azijn moet er op gelet worden dat deze mogelijk licht gezwaveld kan zijn. Zodra de azijnmoeder is ontstaan moet deze ondergemengd worden in de vloeistof omdat deze anders de zuurstoftoevoer belemmert en daarmee zelf voortijdig de fermentatie stopt.
Gedurende de fermentatie produceren de azijnzuurbacteriën als tussenstap o. a. ook aceetaldehyde, zodat niet volledig gefermenteerde azijn een onaangename bijtende geur kan hebben.
Azijnmoeder ontstaat soms spontaan in commerciële wijnazijn wanneer deze niet volledig gerijpt is. Ondanks het onsmakelijke beeld is de azijnmoeder volkomen onschadelijk en kan probleemloos genuttigd worden.